# دومينيك ليستير
دومينيك ليستير (بالإنجليزية: Dominic Lester)‏ هو مهندس الصوت أمريكي، ولد في القرن العشرين.

## وصلات خارجية
- دومينيك ليستير على موقع IMDb (الإنجليزية)
- دومينيك ليستير على موقع قاعدة بيانات الفيلم (الإنجليزية)